# Мокрани-Нові
Мокрани-Нові (пол. Mokrany Nowe) — село в Польщі, у гміні Залесе Більського повіту Люблінського воєводства. Населення — 84 особи (2011).

## Історія
За даними етнографічної експедиції 1869—1870 років під керівництвом Павла Чубинського, у селі переважно проживали греко-католики, які розмовляли українською мовою.
У 1975—1998 роках село належало до Білопідляського воєводства.

## Демографія
Демографічна структура станом на 31 березня 2011 року:
|          | Загалом | Допрацездатний вік | Працездатний вік | Постпрацездатний вік |
| -------- | ------- | ------------------ | ---------------- | -------------------- |
| Чоловіки | 40      | 9                  | 20               | 11                   |
| Жінки    | 44      | 8                  | 15               | 21                   |
| Разом    | 84      | 17                 | 35               | 32                   |